# Colonització francesa d'Amèrica

Mapa d'Amèrica del Nord (1750) - Anglaterra (rosa), França (blau) i Espanya (taronja)

La colonització francesa d'Amèrica es va iniciar el segle xvi i va prosseguir fins al segle xviii.
La primera colònia viable de França a Amèrica va ser la colònia de Quebec, fundada per Samuel de Champlain el 1608. França va construir el seu primer imperi colonial a Amèrica del Nord, denominat Nova França, el qual s'estenia des del golf de Sant Llorenç fins a les Muntanyes Rocoses a l'oest i fins al golf de Mèxic pel sud. Els francesos van colonitzar igualment les Antilles: Saint-Domingue, Saint Lucia i la Dominica, així com Guadalupe i Martinica. En Amèrica del Sud, els francesos van intentar establir tres colònies, de les quals només una va sobreviure fins als nostres dies: la Guaiana Francesa.
Durant aquest període de colonització, els francesos van fundar diverses ciutats, com ara Mont-real, Quebec al Canadà; Baton Rouge, Detroit, Mobile, Nova Orleans i Saint Louis, en els Estats Units, i Port-au-Prince i Cap-Haïtien a Haití.

## Amèrica del Nord
Els francesos van establir, colònies al Nou Món durant el segle xvii, amb l'objectiu d'exportar sucre i pells cap a la metròpoli. Els exploradors i colons de França es van establir al territori que avui ocupa Canadà, la vall del riu Mississipi i al llarg de la costa del Golf de Mèxic, en els actuals estats d'Alabama, Mississipi i Louisiana, fundant les ciutats de Quebec, Mont-real, Detroit, Saint Louis, Mobile, Biloxi, Baton Rouge i Nova Orleans.

### Primers assentaments
El primer assentament francès en aquesta part del continent americà va rebre el nom de Fort Caroline, tenint el seu origen en 1564. Es tractava d'una comunitat d'hugonots. Aquesta colònia va ser destruïda l'any següent pels espanyols de la propera Sant Agustí de la Florida. Els francesos estaven molt interessats en el comerç de pells, per això van formar aliances amb tribus natives, com ara els fures i els ottawa. Van participar en la guerra amb els enemics tradicionals d'aquestes poblacions, els iroquesos. Els jesuïtes francesos també van intentar cristianitzar a molts grups indígenes a través de l'establiment de missions, com ara la de Sainte-Marie entre les fures.
Els refugiats hugonots francesos van establir colònies independents més enllà del control de l'Estat francès: van fundar New Paltz en els anys de 1678 i part de l'emigració hugonot es va instal·lar als Nous Països Baixos. Aquests hugonots, liderats per Louis Dubois, van fer tractes amb els nadius locals per comprar terra des del riu Hudson fins a les muntanyes, i d'aquesta manera van prosperar fins i tot després que els anglesos prenguessin el control del riu Hudson i de Nova York.
França va tenir una vegada vastes possessions a Amèrica del Nord, incloent-hi les valls dels rius Mississipi i Sant Llorenç i la regió dels Grans Llacs d'Amèrica del Nord. Quebec es va fundar en 1608 i Mont-real el 1642. Les colònies van créixer lentament, en part perquè a les minories religioses no se'ls permetia establir; Nova França era solament catòlica.

### Colonització del Mississipi
Els primers intents per colonitzar els territoris limítrofs al Mississipi van resultar en fracassos. Havent explorat la vall del riu fins a la seva boca, des del Canadà, el 1682, Rene Robert Cavelier, Sieur de La Salle va nomenar el territori com Louisiane, en honor del rei Lluís XIV de França, i en 1684 va salpar de França amb 4 vaixells i 300 colons per establir una colònia a la boca del Mississipi, però l'expedició va patir atacs de pirates i d'indis hostils i finalment van establir la colònia de Fort Sant Lluís, prop de Victoria, Texas. La colònia va durar fins a 1688 quan indis locals van massacrar als 20 adults que quedaven i es van dur captius a 5 nens.
Fort Biloxi, i amb ell la colònia de Louisiana va ser fundada el 1699 i Nova Orleans, que es convertí en la seva capital en 1723, el 1718. França aviat va entrar en conflicte amb Gran Bretanya, que tenia colònies amb frontera amb les colònies franceses en diversos llocs.

### Guerra dels Set Anys
A Amèrica del Nord el primer atac britànic es va produir el maig de 1754. Però el primer enfrontament que va anar més enllà d'una petita escaramussa es va produir dos mesos després, al juliol, a Fort Necessity. El 1756 els francesos van capturar Fort Oswego i l'any següent Fort William Henry als britànics. Aquesta darrera victòria es va embrutar quan els aliats nadius de França van trencar els termes de la capitulació i van atacar la columna britànica en retirada, que estava sota la guàrdia francesa, matant soldats i fent captius molts homes, dones i nens mentre els francesos es negaren a protegir els seus captius. Els desplegaments navals francesos el 1757 també van defensar amb èxit la fortalesa clau de Louisbourg a l'Illa del Cap Bretó assegurant les aproximacions al Quebec cap al mar. La campanya anglesa de 1758 va aconseguir prendre Louisbourg després que els reforços francesos quedessin bloquejats per la victòria naval britànica a la batalla de Cartagena, i les captures de Fort Duquesne i Fort Frontenac. Els britànics van continuar el procés de deportació de la població acadiana amb una onada d'operacions importants contra Île Saint-Jean, el riu St. John i les valls del riu Petitcodiac, i tot i que un gran exèrcit britànic de més de 16.000 homes fou derrotat en la batalla de Fort Carillon, la pèrdua de Louisbourg i Frontenac va fer que els francesos perdessin els seus queviures i provisions per a la campanya de la vall del riu Ohio i l'abandonament de molts dels seus aliats nadius obligant als francesos a adoptar una postura defensiva centrada al voltant de Quebec i Montreal, i la Confederació Iroquesa va tornar a entrar en la guerra en el bàndol britànic a finals de 1758.
Totes les campanyes britàniques contra Nova França van tenir èxit el 1759, part del que es va conèixer com a Annus Mirabilis. A partir del juny de 1759, els britànics sota el comandament de James Wolfe i James Murray van establir un campament a l'illa d'Orleans a través del riu Sant Llorenç des del Quebec, cosa que els va permetre començar el setge de tres mesos que va seguir. Els francesos sota el marquès de Montcalm van anticipar un assalt britànic a l'est del Quebec, així que va ordenar als seus soldats que fortifiquessin la regió de Beauport. El juliol de 1759, Fort Niagara i Fort Carillon van caure en mans de forces britàniques importants, tallant la comunicació amb els forts fronterers francesos més a l'oest. El 31 de juliol, els britànics van atacar Beauport amb 4.000 soldats, però els francesos situats a dalt dels penya-segats amb vistes a les cascades de Montmorency van obligar les forces britàniques a retirar-se a l'illa d'Orleans. Mentre Wolfe i Murray planejaven una segona ofensiva, els guardaboscos britànics van assaltar els assentaments francesos al llarg del Sant Llorenç, destruint subministraments d'aliments, municions i altres béns en un intent de vèncer els francesos per fam.
El 13 de setembre de 1759 James Wolfe va dirigir 5.000 soldats fins a les Planes d'Abraham a l'oest de la ciutat de Quebec posicionant-se entre les forces de Montcalm i les de Louis Antoine de Bougainville. Montcalm va atacar immediatament sense esperar l'arribada de Bougainville i van ser derrotats. Wolfe i el marquès de Montcalm moriren de les ferides. Els francesos van abandonar la ciutat i els francesos canadencs liderats per François Gaston de Lévis van organitzar una contraofensiva a les Planes d'Abraham a la primavera de 1760, amb èxit inicial a la batalla de Sainte-Foy però Lévis no va poder prendre mai la ciutat doncs i els reforços que esperava no van arribar per la superioritat naval britànica després de la batalla de Pointe-aux-Trembles i la batalla de Restigouche. Lévis va optar per retirar-se i tornar a Montreal.
A l'agost els aliats amerindis de França van arribar a un acord de neutralitat amb els britànics al tractat d'Oswegatchie i després d'una campanya aclaparadora de dos mesos de les forces britàniques i que els últims reductes de la milícia canadenca fossin derrotats a la batalla de les Mil Illes, Jeffrey Amherst va romandre a Fort Lévis durant quatre dies i després va dirigir-se a Montreal, on es va reunir amb les forces del Quebec i el llac Champlain i encerclant completament la ciutat amb 17.000 homes, cremant pobles al llarg del camí i provocant desercions massives de la milícia canadenca. El 8 de setembre de 1760, Montreal va ser rendida pel governador de Nova França, el marquès de Vaudreuil, per evitar més vessament de sang. Amb totes les forces franceses expulsades de Nova França, la guerra franco-índia es donava per acabada. En veure la derrota francesa i índia, el 1760, les Sis Nacions de la confederació Iroquesa va renunciar a continuar la guerra i van negociar el tractat de Kahnawake amb els britànics, pel què podrien desplaçar-se sense restriccions entre Canadà i Nova York, ja que les nacions tenien un extens comerç entre Montreal i Albany, així com poblacions que vivien per tota la zona.
Hi va haver un últim enfrontament, la batalla de Signal Hill el setembre de 1762, en un intent d'obtenir alguna victòria per negociar, en la que els francesos van enviar una flota per prendre Saint John's, però fou derrotada; la victòria anglesa va permetre la conquesta definitiva de Terranova. Com que la Guerra dels Set Anys encara no havia acabat a Europa, els britànics van posar tota Nova França sota un règim militar mentre esperaven els resultats. Aquest règim duraria de 1760 a 1763.
La pau es va pactar en el Tractat de París el 10 de febrer de 1763, i va suposar la pèrdua de totes les possessions continentals franceses, ja que també va haver de cedir Louisiana a Espanya en compensació per la pèrdua de Les Florides a mans dels britànics.

### Època napoleònica
Els francesos van ser capaços de recuperar per poc temps algunes de les seves antigues possessions a Amèrica del Nord en 1800, durant l'Era Napoleònica, amb el tractat de Sant Ildefons. No obstant això, França no tenia una armada per abastir els seus dominis nord-americans, doncs el bloqueig de l'Imperi francès va ser una part clau de l'estratègia britànica contra Napoleó Bonaparte, i com França no volia que les seves possessions caiguessin a les mans dels britànics, Napoleó va vendre la colònia de Louisiana als Estats Units, una venda referida com la Compra de la Louisiana, que ocorregué el 3 de maig de 1803 i la indemnització va ser de 15 milions de dòlars, una considerable suma per al jove estat americà. El territori era extens, des de Nova Orleans fins a Montana, i des de l'època colonials britànica havia estat un obstacle al potencial expansiu més enllà dels Apalatxes. La compra va obrir el camí per als colonitzadors del segle xix.

## Les Antilles

### L'establiment de les colònies franceses
En 1625, l'aventurer normand Pierre Belain d'Esnambuc, a la persecució d'un galió espanyol, va arribar a prendre possessió de Saint-Christophe, dos anys després que els anglesos haguessin establert una colònia. La possessió de Saint-Christophe es disputarà entre francesos i anglesos durant més d'un segle.
En 1626, Belain Esnambuc va tornar a França, on va guanyar el suport del Cardenal Richelieu per colonitzar les illes no ocupades pels cristians amb la Compagnie de Saint-Christophe (Compagnie des Îles de l'Amérique el 1635), fundada el 1625. Entre 1625 i 1635, va ocupar Martinica, Guadalupe i Marie-Galante. A Martinica, va fundar la ciutat de Saint-Pierre, la primera francesa permanent al Carib. En 1629, Belain Esnambuc estableix una colònia a l'illa de la Tortuga, el primer pas en la colonització de Saint-Domingue, que es convertiria en el graner de sucre d'Europa.
El 1648, al final de la Guerra dels Vuitanta Anys, els espanyols van abandonar l'Illa de Sant Martí, que havia utilitzat com a base durant la guerra, i colons francesos i holandesos aviat van desembarcar a l'illa, però en lloc de lluitar per l'illa, van signar el Tractat de la Concòrdia, que va dividir l'illa entre els dos països, una divisió que encara existeix avui.
En 1650 Grenada va ser colonitzada per Jacques Dyel du Parquet, el governador de Martinica i amb una sèrie d’escaramusses que van exterminar pràcticament la població carib de l’illa. En 1651, un grup de colons francesos van arribar des de Martinica a Saint Lucia, al comandament de De Roussel, que va governar l'illa fins a la seva mort en 1654. En 1664, Thomas Warner, fill del governador de Saint-Christophe va reclamar Saint Lucia per Anglaterra.
Les illes de Saint-Barthélemy i Saint Croix van ser capturades pels francesos el 1648 i 1650, respectivament, i durant el segle xviii foren venudes, Saint Croix a Dinamarca en 1733, i Saint Barthélemy a Suècia el 1784 i la recuperà en 1878.
Des de 1625, els bucaners francesos han utilitzat l'Illa de la Tortuga, enfront de les costes de la Hispaniola, com a base, tot i que les seves bases foren destruïdes pels espanyols en diverses ocasions, cada vegada hi tornaven. El primer establiment oficial a la Tortuga fou establerta en 1659 per una comissió de Lluís XIV de França. En 1664 la Companyia Francesa de les Índies Occidentals va prendre possessió de la colònia, anomenant-la Saint-Domingue, i va reclamar la part occidental de l'illa Hispaniola. Pel Tractat de Ryswick, el 1697, Espanya va cedir el control oficial d'aquesta part de l'illa a França.
Les illes de Dominica i Saint Vincent van ser visitats pels missioners i els colons francesos en 1635, però a causa del conflicte amb els caribs, en 1660 França i Gran Bretanya van decidir abandonar la colonització de les illes. Dominica fou declarada oficialment "neutral" durant un segle, però els seus recursos naturals seguien sent atractius al segle xviii, i expedicions britàniques i franceses de silvicultors van ser l'extracció de fusta a l'illa. A Saint Vincent, les primeres plantacions franceses es van establir en 1719.

### Conflictes colonials
França lluitava amb el Regne Unit per diverses illes del Carib.
La possessió de Saint Lucia va canviar de mans catorze vegades fins a 1814, quan l'illa es va convertir permanentment en britànica.
A causa de la posició geogràfica de Dominica entre Martinica i Guadalupe, França es va convertir gradualment en el poder predominant a l'illa, que es va convertir en una colònia francesa, però el Tractat de París de 1763 que va posar fi a la Guerra dels Set Anys va convertir-la en possessió britànica. En 1778, durant la Guerra d'Independència dels Estats Units, els francesos van envair l'illa amb la cooperació activa de la població, que en gran manera francesa. El Tractat de París de 1783, que va posar fi a la guerra, va lliurar de nou l'illa a Gran Bretanya. Altres intents d'invasions franceses es va produir el 1795 i 1805, però van acabar en un fracàs.
A Saint-Domingue, els francesos s'enfronten a un conflicte amb els esclaus negres durant la revolució haitiana, que va començar a l'agost de 1791 liderats per François Dominique Toussaint-Louverture. La revolta es va transformar en una guerra d'alliberament, en aliança amb els espanyols de Santo Domingo en la guerra contra la nova República Francesa. Molts blancs, realistes, van fer costat als britànics i els espanyols. Els comissionats de la Convenció, guiats per tant els seus ideals i la necessitat de trobar aliats, va proclamar la llibertat dels esclaus en 1793, però Napoleó Bonaparte volia la restauració de l'esclavitud i el gener de 1802, prenent avantatge de les negociacions de pau amb els britànics, va enviar un exèrcit de vint mil homes al comandament del general Charles Victoire Emmanuel Leclerc, qui capturà Toussaint en una emboscada, però la notícia de la restauració de l'esclavitud a Guadalupe pel general Antoine Richepanse després d'aixafar la resistència dels defensors de la llibertat provoca un aixecament general en la part oriental de Saint-Domingue a l'octubre i el 18 novembre de 1803 un dels generals de Toussaint, Jean-Jacques Dessalines, va derrotar els exèrcits francesos a la batalla de Vertières. La independència d'Haití va ser proclamada l'1 de gener de 1804.

## Amèrica del Sud
De 1555 a 1567, un grup d'hugonots, encapçalats pel vicealmirall Nicolas Durand de Villegagnon, va tractar d'establir la colònia de la France antarctique en l'actual territori del Brasil, a la badia de Rio de Janeiro, però van ser expulsats pels portuguesos.
França va fer un segon intent de colonitzar la costa est d'Amèrica del Sud el 1612. A diferència de la França Antàrtica, la France équinoxiale no va ser motivada pel desig d'escapar de la persecució religiosa. Una expedició comandada per Daniel de La Touche va partir de Cancale, a Bretanya amb 500 colons a bord fins a la costa nord del que avui és l'Estat de Maranhão, Brasil. La colònia va sobreviure fins al 1615, quan els portuguesos van reunir un exèrcit a Pernambuco, que va expulsar els colons francesos.

### Guaiana
la Guaiana va ser colonitzada per França en 1604, però la colònia va ser abandonada davant l'hostilitat dels indis i les malalties tropicals. La ciutat de Caiena, fundada el 1643, però va ser abandonada pels mateixos motius. En 1652 la Compagnie de France Equinoxiale tractà d'instal·lar-se, duent els primers esclaus negres. En 1654 els holandesos van ocupar la regió i van introduir la canya de sucre. En 1664, sota la direcció de Jean-Baptiste Colbert, una poderosa flota arribà tractant d'establir una colònia, però els anglesos atacaren el 1667, evitant la instal·lació, però en 1674 els francesos tornaren.
En 1763, després de la Guerra dels Set Anys, Étienne François de Choiseul, el duc de Choiseul va decidir colonització massiva de la Guaiana Francesa per crear un contrapunt polític, econòmic i demogràfics a les colònies britàniques d'Amèrica del Nord. Aquesta colònia no havia de tenir esclaus, d'acord amb la nova legislació. Gairebé 17 000 homes, dones i nens, principalment de Renània-Palatinat, i en menor mesura, d'Alsàcia, baixaren pel Rin, travessaren França fins a Rochefort, La Rochelle, Marsella, i Nantes, desembarcant el 1763 a Kourou, als pantans i en plena època de pluja. Gairebé 10.000 persones van morir a causa de disenteria, febre groga, sífilis o malària. L'expedició, dirigida per Choiseul, serà un fracàs amarg, el que resulta en la burla de d'Alembert. Després del fracàs, diversos governadors foren nomenats fins que Pierre-Victor Fiedmont Malouet, assistit per l'enginyer José Guisan, d'origen suís, dugué a terme un programa de reforma agrària i de desenvolupament de les terres agrícoles, aconseguint un període de prosperitat fins a la Revolució Francesa.
Des de 1792, la Revolució Francesa va fer un Caiena un lloc de deportació dels sacerdots refractaris i els enemics polítics de la Revolució. La primera presó, a Sinnamary, fins a 1805 es va convertir en un lloc d'exili per als opositors polítics dels règims que es van succeir a França.
El 1854, la llei de transport, promogué la construcció de les presons de Guaiana, a la Île du Diable i Saint-Laurent-du-Maroni, que va esdevenir el centre administratiu de la institució penal. El 1946 Guyana va aconseguir l'estatus de departament francès i es van tancar les presons.